# Iphoctesis
Iphoctesis es un género de arañas cangrejo de la familia Thomisidae. Contiene una sola especie, Iphoctesis echinipes. La especie fue descrita por Simon en 1903.

## Distribución
Se distribuye por África: Madagascar.